# (4463) Marschwarzschild
(4463) Marschwarzschild (1954 UO2) est un astéroïde de la ceinture principale découvert le 28 octobre 1954 dans le cadre du programme d'astéroïdes de l'Indiana par l'observatoire Goethe Link situé près de Brooklyn dans l'Indiana.